# El Karimia
El Karimia (în arabă الكريمية) este o comună din provincia Chlef, Algeria.
Populația comunei este de 28.821 de locuitori (2008).